# Malle (Belgio)
Malle è un comune belga di 14 158 abitanti nelle Fiandre (Provincia di Anversa).

## Suddivisioni
Il comune è costituito dai seguenti distretti:
- Oostmalle
- Westmalle

## Amministrazione

### Gemellaggi
- Hartley Wintney
- Heusenstamm
- Ladispoli
- Saint-Savin-sur-Gartempe
- Zakrzówek